# EPA Larnaca
El Enosis Pezoporikou Amol (en español: Unión de Senderismo Asol), conocido simplemente como EPA Larnaca, fue un equipo de fútbol de Chipre que alguna vez jugó en la Primera División de Chipre, la liga de fútbol más importante del país.

## Historia
Fue fundado en el año 1930 en la ciudad de Lárnaca raíz de la fusión de dos equipos de la ciudad, el Pezoporikos y el AMOL. También contaba con equipos de baloncesto y voleibol. Fue uno de los miembros fundadores de la Asociación de Fútbol de Chipre y participó en el primer torneo de la Primera División de Chipre en 1934/35. Su momento más glorioso fue entre 1944 y 1946, cuando ganó liga y la copa (doblete) en años consecutivos. En 1970 participó en la Superliga griega y quedó en la última posición.
En 1994, el equipo se fusionó con el Pezoporikos Larnaca para dar origen al AEK Larnaca. Ganó tres títulos de Liga, cinco títulos de Copa en ocho finales jugadas y un título de Supercopa.
A nivel internacional participó en tres torneos continentales, en los cuales no superó la primera ronda y ni siquiera pudo anotar un gol.

## Palmarés
Torneos nacionales: (9)
- Primera División de Chipre: 3

1945, 1946, 1970
- - Subcampeón: 5

1939, 1947, 1950, 1952, 1972
- Copa de Chipre: 5

1945, 1946, 1950, 1953, 1955
- - Finalista: 3

1951, 1968, 1985
- Pakkos Shield: 1

1955
- - Finalista: 1

1953

## Participación en competiciones de la UEFA
| Temporada | Torneo       | Ronda | Club                     | Casa | Visita | Global |
| --------- | ------------ | ----- | ------------------------ | ---- | ------ | ------ |
| 1970/71   | Copa Europea | 1     | Borussia Mönchengladbach | 0-6  | 0-10   | 0-16   |
| 1972/73   | UEFA Cup     | 1     | FC Ararat Ereván         | 0-1  | 0-1    | 0-2    |
| 1987/88   | UEFA Cup     | 1     | Victoria Bucarest        | 0-1  | 0-3    | 0-4    |